# شهرداری حسانی عبدالکریم
شهرداری حسانی عبدالکریم (به عربی: بلدية حساني عبد الكريم) یک شهرداری در الجزایر است که در ناحیه الدبیله واقع شده‌است. شهرداری حسانی عبدالکریم ۲۲٬۷۵۵ نفر جمعیت دارد و ۶۲ متر بالاتر از سطح دریا واقع شده‌است.